# Аймо
Аймо — река в России, протекает по Муезерскому району Карелии.
Связывает Аймоозеро с озером Пюрика, из которого берёт своё начало река Пюрика. Длина реки составляет 5,6 км, площадь водосборного бассейна — 383 км².
В 5 км юго-западнее реки находится станция Лендеры, в 7 км западнее — посёлок Лендеры.

## Данные водного реестра
По данным государственного водного реестра России относится к Балтийскому бассейновому округу, водохозяйственный участок реки — Реки Карелии бассейна Балтийского моря на границе РФ с Финляндией, включая оз. Лексозеро. Относится к речному бассейну реки Реки Карелии бассейна Балтийского моря.
Код объекта в государственном водном реестре — 01050000112102000010273.